# Sonate pour clarinette et piano de Poulenc
Pour les articles homonymes, voir Sonate pour clarinette et piano.
La Sonate pour clarinette et piano de Francis Poulenc est une œuvre de musique de chambre composée parallèlement à la Sonate pour hautbois et piano en 1962. Ce sont les deux dernières œuvres du compositeur du Groupe des Six. Dédiée à la mémoire de son ami Arthur Honegger, elle est créée à titre posthume par le clarinettiste Benny Goodman et le pianiste Leonard Bernstein à New York, le 10 avril 1963. 

## Présentation
La Sonate pour clarinette et piano de Francis Poulenc a été composée en 1962 et créée le 10 avril 1963 au Carnegie Hall de New York, lors d'un concert à la mémoire de Poulenc lui-même, décédé brutalement d'une crise cardiaque quelques semaines auparavant. Poulenc meurt avant que la pièce ne soit publiée,. Les éditeurs ont essayé en vain de deviner quelques notes, nuances ou articulations manquantes. 
Lors de cette création, le 10 avril 1963, les interprètes étaient Benny Goodman à la clarinette et Leonard Bernstein au piano,.
Elle est dédiée à la mémoire de son vieil ami Arthur Honegger, condisciple du Groupe des Six.
Pour la création française, le 20 juillet 1963, les interprètes étaient André Boutard et Jacques Février. Elle a eu lieu lors d'un concert « In memoriam Francis Poulenc » au Festival d'Aix-en-Provence.
La partition de la Sonate est publiée par Chester.
Dans le catalogue des œuvres du compositeur, la pièce porte le numéro FP 184.

## Structure
La Sonate est en trois mouvements :
- Allegro tristamente (Allegretto - Très calme - Tempo allegretto)
- Romanza (Très calme)
- Allegro con fuoco (Très animé)

D'une forme libre, sans développement, cette sonate propose une ligne musicale claire et simple. Elle débute par un Allegro tristamente sereinement poétique et mélancolique. Les traits de clarinette sont sobrement soutenus par les accords de piano. Le centre du mouvement contient un épisode « doucement monotone » où la clarinette joue une même figure rythmique. La Romanza suit très douce et mélancolique et l'Allegro con fuoco final est tour à tour percutant, mélodieux et animé, exprimant la fougue juvénile des jeunes années du compositeur. 
La durée moyenne d'exécution de la Sonate pour clarinette et piano est de quatorze minutes environ. 